# Allioniellopsis cryphaeoides
Allioniellopsis cryphaeoides là một loài Rêu trong họ Sematophyllaceae. Loài này được (Broth.) Ochyra mô tả khoa học đầu tiên năm 1982.